# La Reine de Babylone
Ne doit pas être confondu avec La Princesse de Babylone.
La Reine de Babylone est une aventure de Corto Maltese, écrite par Martin Quenehen et dessinée par Bastien Vivès.
Elle reprend, avec une grande liberté, le héros créé par Hugo Pratt. Comme dans Océan noir, Corto est transposé dans le début des années 2000, alors que les épisodes de la série principale s'échelonnent de 1904 à 1925 (et jusqu'à 1929 pour la suite de ses aventures reprise par Juan Díaz Canales et Rubén Pellejero). De fait ces deux albums n'entrent pas dans la continuité de la série Corto Maltese, mais constituent une vision propre aux auteurs, une seconde voie, diversement appréciée du public et des critiques. 
En revanche, la suite imaginée par Canales et dessinée par Pellejero, pour sa part, se maintient dans le cadre historique plus classique comme dans la continuité narrative et psychologique du personnage de Pratt, et se situe résolument en cohérence avec son style graphique initial ; ce qui n'est — délibérément — pas tout à fait le cas des albums de Corto Maltese par Quenehen et Vivès. 
Si les albums de Corto par Canales et Pellejero peuvent être considérés comme une véritable suite des aventures de Corto Maltese, ceux de Quenehen et Vivès se présentent plutôt comme une alternative reprenant certains éléments de la série originale et en rejetant d'autres. Et c'est dans cette tension fertile que souhaite se placer leur projet. Les “puristes” parmi les lecteurs et les critiques le considèrent un peu comme une “trahison” de l'œuvre et de l'univers de Pratt ; les autres louent au contraire son originalité et le reçoivent comme un hommage au second degré.